# Hypovereinsbank Betriebskrankenkasse
Die Hypovereinsbank Betriebskrankenkasse (HVB BKK) war eine gesetzliche Krankenversicherung aus der Gruppe der Betriebskrankenkassen mit Sitz in München. Sie war bundesweit geöffnet und eine Körperschaft des öffentlichen Rechts.

## Geschichte
Die HVB BKK wurde am 1. September 1994 als Betriebskrankenkasse der Bayerischen Vereinsbank AG gegründet. Sie war anfangs nur für Mitarbeiter und Rentner der Bayerischen Vereinsbank geöffnet und hatte 3.000 Mitglieder. Durch die Fusion zwischen der Hypo-Bank und der Bayerischen Vereinsbank erfolgte 1998 die Umbenennung in HypoVereinsbank Betriebskrankenkasse, kurz HVB BKK. Am 1. Januar 2002 fusionierte die HVB BKK mit der Betriebskrankenkasse der Vereins- und Westbank in Hamburg. Zum 1. Juli 2002 erfolgte die Fusion mit der BKK Gebr. Volkhard. Seit dem 1. Oktober 2003 stand die HVB BKK bundesweit allen Interessenten offen.
Zum 1. Januar 2014 ging sie in der Betriebskrankenkasse Mobil Oil auf.

## Finanzen
2011 hatte die HVB BKK insgesamt 76.858.000 Euro eingenommen und 75.962.000 Euro ausgegeben. Somit wurde ein Ertrag in Höhe von 896.000 Euro erwirtschaftet. Von den Ausgaben entfielen 70.660.000 Euro auf Leistungen. Dies entsprach Ausgaben pro Mitglied in Höhe von 2.878,76 Euro bzw. 2.018,98 Euro pro Versichertem.

## Beiträge
Seit dem 1. Januar 2009 wurden die Beitragssätze vom Gesetzgeber einheitlich vorgegeben. Die HVB BKK hat keinen kassenindividuellen Zusatzbeitrag erhoben.

## Vorstand
Der Vorstand der HVB BKK bestand aus zwei Mitgliedern, die vom Verwaltungsrat gewählt wurden: Vorstandsvorsitzender war Gerhard Rachor, stellvertretender Vorstand war Yvonne Lips. Die Amtszeit betrug sechs Jahre.

## Lauftreff
Seit 2005 fand zweimal wöchentlich der HVB BKK Lauftreff im Englischen Garten in München statt. Die Teilnahme war für jeden offen, es gab verschiedene Leistungsgruppen für jeden Fitnessgrad. Zur Motivationssteigerung liefen regelmäßig prominente Spitzensportler mit. Etwa einmal im Monat fanden Service-Lauftreffs statt, bei denen Experten aus den Bereichen Medizin, Ernährung, Psychologie und Ausrüstung die Teilnehmer auf den neuesten Wissensstand brachten.